# Marele Premiu al Italiei din 2022
Marele Premiu al Italiei din 2022 (cunoscut oficial ca Formula 1 Pirelli Gran Premio d'Italia 2022) a fost o cursă auto de Formula 1 ce s-a desfășurat între 9-11 septembrie 2022 pe Autodromo Nazionale di Monza din Monza, Italia. Aceasta a fost cea de-a șaisprezecea rundă a Campionatului Mondial de Formula 1 din 2022.
Cursa s-a încheiat cu o perioadă controversată de mașină de siguranță și a fost câștigată de Max Verstappen, obținând a cincea sa victorie consecutivă. Charles Leclerc și George Russell au completat podiumul. Nyck de Vries a marcat puncte cu un loc nouă la debutul său.

## Calificări
Calificările au avut loc pe 10 septembrie la ora locală 16:00. Charles Leclerc a ocupat pole position, cu Max Verstappen calificându-se pe locul doi și Carlos Sainz Jr. pe locul trei.
| Poz.                  | Nr. | Pilot            | Constructor                  | Timpi calificări | Timpi calificări | Timpi calificări | Grila finală |
| Poz.                  | Nr. | Pilot            | Constructor                  | Q1               | Q2               | Q3               | Grila finală |
| --------------------- | --- | ---------------- | ---------------------------- | ---------------- | ---------------- | ---------------- | ------------ |
| 1                     | 16  | Charles Leclerc  | Ferrari                      | 1:21,280         | 1:21,208         | 1:20,161         | 1            |
| 2                     | 1   | Max Verstappen   | Red Bull Racing-RBPT         | 1:20,922         | 1:21,265         | 1:20,306         | 7            |
| 3                     | 55  | Carlos Sainz Jr. | Ferrari                      | 1:21,348         | 1:20,878         | 1:20,429         | 18           |
| 4                     | 11  | Sergio Pérez     | Red Bull Racing-RBPT         | 1:21,495         | 1:21,358         | 1:21,206         | 13           |
| 5                     | 44  | Lewis Hamilton   | Mercedes                     | 1:22,048         | 1:21,708         | 1:21,524         | 19           |
| 6                     | 63  | George Russell   | Mercedes                     | 1:21,785         | 1:21,747         | 1:21,542         | 2            |
| 7                     | 4   | Lando Norris     | McLaren-Mercedes             | 1:22,130         | 1:21,831         | 1:21,584         | 3            |
| 8                     | 3   | Daniel Ricciardo | McLaren-Mercedes             | 1:22,139         | 1:21,855         | 1:21,925         | 4            |
| 9                     | 10  | Pierre Gasly     | AlphaTauri-RBPT              | 1:22,010         | 1:22,062         | 1:22,648         | 5            |
| 10                    | 14  | Fernando Alonso  | Alpine-Renault               | 1:22,089         | 1:21,861         | Fără timp        | 6            |
| 11                    | 31  | Esteban Ocon     | Alpine-Renault               | 1:22,166         | 1:22,130         | N/A              | 14           |
| 12                    | 77  | Valtteri Bottas  | Alfa Romeo-Ferrari           | 1:22,254         | 1:22,235         | N/A              | 15           |
| 13                    | 34  | Nyck de Vries    | Williams-Mercedes            | 1:22,567         | 1:22,471         | N/A              | 8            |
| 14                    | 24  | Zhou Guanyu      | Alfa Romeo-Ferrari           | 1:22,003         | 1:22,577         | N/A              | 9            |
| 15                    | 22  | Yuki Tsunoda     | AlphaTauri-RBPT              | 1:22,020         | Fără timp        | N/A              | 20           |
| 16                    | 6   | Nicholas Latifi  | Williams-Mercedes            | 1:22,587         | N/A              | N/A              | 10           |
| 17                    | 5   | Sebastian Vettel | Aston Martin Aramco-Mercedes | 1:22,636         | N/A              | N/A              | 11           |
| 18                    | 18  | Lance Stroll     | Aston Martin Aramco-Mercedes | 1:22,748         | N/A              | N/A              | 12           |
| 19                    | 20  | Kevin Magnussen  | Haas-Ferrari                 | 1:22,908         | N/A              | N/A              | 16           |
| 20                    | 47  | Mick Schumacher  | Haas-Ferrari                 | 1:23,005         | N/A              | N/A              | 17           |
| Regula 107%: 1:26,586 |     |                  |                              |                  |                  |                  |              |
| Sursa:                |     |                  |                              |                  |                  |                  |              |

Note
- ^1 – Max Verstappen a primit o penalizare de cinci locuri pe grilă pentru depășirea cotei sale de elemente ale unității de alimentare.[3]
- ^2 – Carlos Sainz Jr. a fost obligat să înceapă cursa din spatele grilei pentru depășirea cotei sale de elemente ale unității de putere. El a primit, de asemenea, și o penalizare de 10 locuri pe grilă pentru o nouă linie de transmisie a cutiei de viteze și carcasa cutiei de viteze. Penalizarea nu a făcut nicio diferență, deoarece el trebuia să înceapă deja din spatele grilei.[3]
- ^3 – Sergio Pérez a primit o penalizare de 10 locuri pe grilă pentru depășirea cotei sale de elemente ale unității de alimentare.[3]
- ^4 – Lewis Hamilton a fost obligat să înceapă cursa din spatele grilei pentru depășirea cotei sale de elemente ale unității de putere.[3]
- ^5 – Esteban Ocon a primit o penalizare de cinci locuri pe grilă pentru depășirea cotei sale de elemente ale unității de alimentare.[3]
- ^6 – Valtteri Bottas a primit o penalizare de 15 locuri pe grilă pentru depășirea cotei sale de elemente ale unității de alimentare.[3]
- ^7 – Yuki Tsunoda a primit o penalizare de 10 locuri pe grilă pentru depășirea numărului permis de avertismente în runda precedentă și o penalizare de trei locuri pentru că nu a încetinit sub steagurile galbene în timpul celei de-a doua sesiuni de antrenamente. De asemenea, a trebuit să înceapă cursa din spatele grilei pentru că și-a depășit cota de elemente ale unității de putere. Penalizarea nu a făcut nicio diferență, deoarece acesta trebuia să înceapă deja din spatele grilei.[3]
- ^8 – Kevin Magnussen a primit o penalizare de 15 locuri pe grilă pentru depășirea cotei sale de elemente ale unității de alimentare.[3]
- ^9 – Mick Schumacher a primit o penalizare de cinci locuri pe grilă pentru depășirea cotei sale de elemente ale unității de alimentare. El a primit, de asemenea, și o penalizare de 10 locuri pe grilă pentru o nouă linie de transmisie a cutiei de viteze și carcasa cutiei de viteze.[3]

## Cursă
Cursa a avut loc pe 11 septembrie 2022 începând cu ora locală 15:00, cu o durată de 53 de tururi.
| Poz.                                                                         | Nr. | Pilot            | Constructor                  | Tururi | Timp/Retras      | Grilă | Puncte |
| ---------------------------------------------------------------------------- | --- | ---------------- | ---------------------------- | ------ | ---------------- | ----- | ------ |
| 1                                                                            | 1   | Max Verstappen   | Red Bull Racing-RBPT         | 53     | 1:20:27,511      | 7     | 25     |
| 2                                                                            | 16  | Charles Leclerc  | Ferrari                      | 53     | +2,446           | 1     | 18     |
| 3                                                                            | 63  | George Russell   | Mercedes                     | 53     | +3,405           | 2     | 15     |
| 4                                                                            | 55  | Carlos Sainz Jr. | Ferrari                      | 53     | +5,061           | 18    | 12     |
| 5                                                                            | 44  | Lewis Hamilton   | Mercedes                     | 53     | +5,380           | 19    | 10     |
| 6                                                                            | 11  | Sergio Pérez     | Red Bull Racing-RBPT         | 53     | +6,091           | 13    | 9      |
| 7                                                                            | 4   | Lando Norris     | McLaren-Mercedes             | 53     | +6,207           | 3     | 6      |
| 8                                                                            | 10  | Pierre Gasly     | AlphaTauri-RBPT              | 53     | +6,396           | 5     | 4      |
| 9                                                                            | 45  | Nyck de Vries    | Williams-Mercedes            | 53     | +7,122           | 8     | 2      |
| 10                                                                           | 24  | Zhou Guanyu      | Alfa Romeo-Ferrari           | 53     | +7,910           | 9     | 1      |
| 11                                                                           | 31  | Esteban Ocon     | Alpine-Renault               | 53     | +8,323           | 14    |        |
| 12                                                                           | 47  | Mick Schumacher  | Haas-Ferrari                 | 53     | +8,549           | 17    |        |
| 13                                                                           | 77  | Valtteri Bottas  | Alfa Romeo-Ferrari           | 52     | +1 tur           | 15    |        |
| 14                                                                           | 22  | Yuki Tsunoda     | AlphaTauri-RBPT              | 52     | +1 tur           | 20    |        |
| 15                                                                           | 67  | Nicholas Latifi  | Williams-Mercedes            | 52     | +1 tur           | 10    |        |
| 16                                                                           | 20  | Kevin Magnussen  | Haas-Ferrari                 | 52     | +1 tur           | 16    |        |
| Ab                                                                           | 3   | Daniel Ricciardo | McLaren-Mercedes             | 45     | Scurgere de ulei | 4     |        |
| Ab                                                                           | 18  | Lance Stroll     | Aston Martin Aramco-Mercedes | 39     | Motor            | 12    |        |
| Ab                                                                           | 14  | Fernando Alonso  | Alpine-Renault               | 31     | Motor            | 6     |        |
| Ab                                                                           | 5   | Sebastian Vettel | Aston Martin Aramco-Mercedes | 10     | Motor            | 11    |        |
| Cel mai rapid tur: Sergio Pérez (Red Bull Racing-RBPT) – 1:24,030 (turul 46) |     |                  |                              |        |                  |       |        |
| Sursa:                                                                       |     |                  |                              |        |                  |       |        |

Note
- ^1 – Include un punct pentru cel mai rapid tur.[5]

## Clasamentele campionatelor după cursă
|        | Poz. | Pilot            | Pct. |
| ------ | ---- | ---------------- | ---- |
|        | 1    | Max Verstappen   | 335  |
|        | 2    | Charles Leclerc  | 219  |
|        | 3    | Sergio Pérez     | 210  |
|        | 4    | George Russell   | 203  |
|        | 5    | Carlos Sainz Jr. | 187  |
| Sursa: |      |                  |      |

|        | Poz. | Constructor          | Pct. |
| ------ | ---- | -------------------- | ---- |
|        | 1    | Red Bull Racing-RBPT | 545  |
|        | 2    | Ferrari              | 406  |
|        | 3    | Mercedes             | 371  |
|        | 4    | Alpine-Renault       | 125  |
|        | 5    | McLaren-Mercedes     | 107  |
| Sursa: |      |                      |      |

- Notă: Doar primele cinci locuri sunt prezentate în ambele clasamente.